# Carly Fiorina
Carly Fiorina, née le 6 septembre 1954 à Austin (Texas), est une femme d'affaires et femme politique américaine. DG et présidente du conseil d'administration de Hewlett-Packard (HP) de 1999 à 2005, elle se présente aux primaires présidentielles du Parti républicain américain de 2016.

## Biographie
Elle fait des études d'histoire médiévale et de philosophie à l'université Stanford. Elle s'inscrit pour des cours de droit en Californie mais se marie au même moment et part finalement en Italie pendant un an. Elle obtient un diplôme un MBA en direction des affaires à l'université du Maryland.

### Carrière
En 1980, elle débute chez AT&T comme commerciale avant d'organiser, en 1996, la vente de Western Electric et Bell Labs à Lucent qu'elle rejoint. Ensuite elle monte rapidement la hiérarchie chez Lucent. En 1998, Carly Fiorina est nommée « femme la plus puissante des entreprises américaines » par le magazine Fortune.
En juillet 1999, elle est choisie pour diriger Hewlett-Packard. Elle a un rôle de premier plan dans la difficile fusion avec Compaq. Elle échoue en revanche dans le rachat de PricewaterhouseCoopers, qu'emporte IBM.
En 2004, elle noue une alliance avec Apple dans le secteur de la musique numérique, pré-installant le lecteur de musique iTunes sur tous les ordinateurs de la marque, et distribuant un clone de l'iPod.
En 2004, elle est classée dixième dans la liste des femmes les plus puissantes du monde selon Forbes.
Le 9 février 2005, limogée par le conseil d'administration, elle démissionne de tous ses postes et touche près de 42 millions de dollars d'indemnités.
Elle est conseillère auprès du gouverneur de Californie Arnold Schwarzenegger et de John McCain, candidat républicain à l'élection présidentielle américaine de 2008.
En 2010, elle se porte candidate à l'élection sénatoriale de Californie de 2010, investie par le Parti républicain, face à la sénatrice sortante, Barbara Boxer. Fiorina investit personnellement 5,5 millions de dollars dans sa campagne mais est battue par Boxer.
Le 4 mai 2015, Carly Fiorina annonce officiellement sa candidature à l'investiture républicaine pour l'élection présidentielle de 2016. Malgré plusieurs débats réussis, elle n'arrive pas à grimper dans les sondages et se désiste le 10 février 2016. Ted Cruz, alors deuxième pour le nombre de délégués derrière Donald Trump, annonce le 27 avril 2016 qu'il la choisit comme colistière pour la présidentielle.
En vue de l'élection présidentielle de 2020, elle déclare qu’elle ne soutient pas le président républicain sortant Donald Trump et salue « l'humilité, l'empathie et le caractère » de son adversaire démocrate Joe Biden.

## Prises de position
Elle est farouchement opposée au droit à l'avortement.